# Chas Newby
Charles (Chas) Newby (Blackpool, 18 juni 1941 – 22 mei 2023) was een Britse bassist. In december 1960 was hij korte tijd actief bij The Beatles als vervanger van Stuart Sutcliffe, die in Hamburg was vanwege zijn kunststudie.

## Carrière
Toen The Beatles voor het eerst terugkeerden uit het Duitse Hamburg, hadden zij een bassist nodig, aangezien Stuart Sutcliffe was achtergebleven. Drummer Pete Best stelde voor dat zij Chas Newby zouden inlijven. Newby speelde eerder met Best in de band The Black Jacks en studeerde destijds aan de universiteit. Hij had op dat moment echter vakantie en besloot om met The Beatles te gaan spelen.
Newby speelde in december 1960 vier concerten met The Beatles. Op 17 december stonden zij in de Casbah Club in Liverpool, op 24 december in de Grosvenor Ballroom in Liscard, op 27 december in de Town Hall in Litherland en op 31 december opnieuw in de Casbah Club. John Lennon vroeg aan Newby of hij mee wilde gaan naar Duitsland voor hun tweede concertreeks in dit land, maar Newby sloeg dit aanbod af en keerde terug naar de universiteit. Nadat Lennon en George Harrison allebei weigerden om basgitaar te gaan spelen, werd Paul McCartney, die daarvoor al gitaar en piano speelde, met tegenzin de nieuwe bassist van de groep.

## Privéleven
Newby was wiskundedocent op de Droitwich Spa High School in Droitwich Spa. Later ging hij in de benefietband The Racketts spelen. Van 2016 tot aan zijn dood in 2023 was hij lid van The Quarrymen, de band die begon als voorloper van The Beatles.